# 쿨리 (노동자)

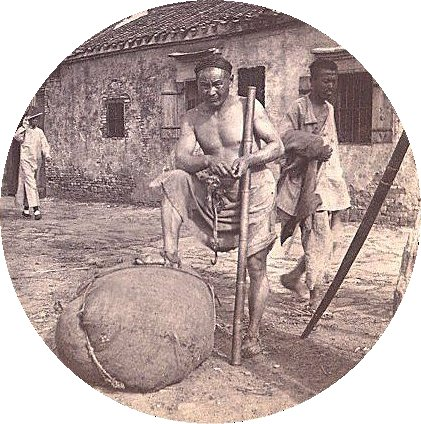
1900년 경의 중국인 쿨리（장쑤성）

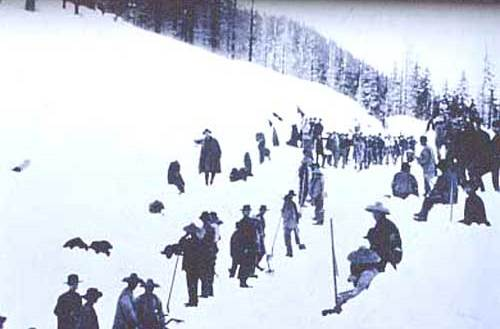
대륙횡단철도를 건설하는 중국인 쿨리

쿨리(중국어: 苦力, 한자음: 고력, 쿠리, Coolie 또는 cooli, cooly, kuli, quli, koelie 등)는 19세기에서 20세기 초까지의 중국, 인도 사람을 중심으로 하는 중국인, 인도인 노예 이민자들을 일컫는 말로 정규적인 일자리가 없는 단순 노동자였다. 주로 대영 제국의 식민지, 옛 식민지인 미국, 캐나다, 오스트레일리아, 뉴질랜드, 페루, 남아프리카 공화국, 스리랑카, 말레이시아, 하와이, 피지, 모리셔스, 레위니옹 섬, 서인도 제도, 홍콩, 싱가포르 등지에서 저임금으로 가혹한 노동을 강요당했다. 현재 이들의 후손은 화교들이다. 

## 어원
쿨리라는 말은 힌디어의 쿨리(क़ुली)에서 비롯되었다. 어원은 불분명하지만, 포르투갈인들이 ‘인도에서 고용한 인부’들을 쿨리(cule)라고 부르는 용어로 사용되어 왔다. 그러한 사용은 ‘일용노동자들’을 뜻하는 구루라티 부족의 쿨리(Kulī)나 품삯을 뜻하는 타밀어의 쿨리(கூலி)로 거슬러 올라갈 수 있다. 터키어에서 노예를 뜻하는 쿨(qul)에서 온 말인 우루두어의 쿨리(क़ुली, قلی)라는 말로도 설명이 가능하다. 이 단어는 노례라는 의미로, 인도, 중국, 동아시아 등지에서 사용되었다. 1727년에 독일인 엥겔베르트 캄프페르 박사가 일본의 나가사키에서 네덜란드 상인들의 교역품을 하역하는 노동자를 설명하는 용어로 쿨리(coolies)라는 용어를 사용했다.
중국어에서는 ‘고된 노동’을 뜻하는 쿨리(중국어 간체자: 苦力, 병음: kǔlì)로 음차되었으며, 광동어에서는 ‘노예’를 의미하는 ‘구레이’(咕喱)로 사용되었다.

## 역사
노예제도가 폐지 된 후, 유럽 국가의 많은 식민지와 미국에서 노동력이 부족했다. 영국의 식민지였던 인도 대륙의 빈민층과 아편전쟁 후 산둥성, 광둥성, 푸젠성, 상하이 등 서양열강이 식민지로 조계지를 설치한 중국 각지와 산터우, 샤먼, 마카오 등지에서 저임금의 노동력을 가진 쿨리가 세계 각지에 보내졌다. 처음에는 ‘인도 노동자’(क़ुली)를 가리키는 호칭이었지만 대다수가 중국인 노예 노동자들로 채워져 “쿨리”(苦力)라는 한자가 음역되어 널리 알려졌다. 동남아뿐만아니라 미국에도 대륙횡단철도 건설 노동자 등으로 보내졌고 중국에서 캘리포니아로 10만명 이상이 보내졌다. 호주와 말레이시아, 마다가스카르 등에도 각각 10만명 정도가 이주했다고 한다. 공식적인 해외 유입은 굴욕적인 베이징 조약 체결 이후가 되었지만, 그 이전에도 사실상 중국에서 쿨리 수출은 이루어지고 있었다. 그 배경에는 서양열강의 중국 침략, 태평천국 이후의 한족들에 대한 탄압이 심해지고 사회적, 시대적 불안이 있었다. 쿨리는 열악한 환경에서 생활했기 때문에 항해 중 또는 작업 중에 사망하는 경우가 많았고, 현지에서도 최하층의 생활을 강요당했다. 또한 1937년 중일전쟁 때에는 만주와 일본의 점령지에서도 쿨리가 사역을 했지만, 중국이 공산화되면서 사실상 쇄국 정책이 채택되고, 쿨리 노예 무역은 종결되었다.

## 같이 보기
- 칭크